# Andriy Valeriyovych Pyatov
Andriy Valeriyovych Pyatov (tiếng Ukraina: Андрій Валерійович П'ятов; sinh ngày 28 tháng 6 năm 1984) là một cựu cầu thủ bóng đá chuyên nghiệp người Ukraina, từng thi đấu ở vị trí thủ môn cho câu lạc bộ  Shakhtar Donetsk ở giải Ngoại hạng Ukraina.

## Sự nghiệp câu lạc bộ

### Artemida Kirovohrad
Pyatov bắt đầu sự nghiệp ở Kirovohrad khi chơi bóng cho câu lạc bộ nghiệp dư Artemida (do nhà máy rượu địa phương cũ Artemida tài trợ) tại giải vô địch quốc gia nghiệp dư 2000 khi anh mới 15 tuổi.

### Vorskla-2 Poltava
Năm 2001, Pyatov chuyển đến Poltava, rồi tham gia đội trẻ và đội hạng hai của Vorskla Poltava ở các giải đấu thấp. Anh thi đấu ở Poltava trong năm mùa giải. Anh có trận ra mắt ở cấp độ chuyên nghiệp Vorskla-2 ở mùa giải 2000–01 , trong trận đội làm khách trước Elektron Romny vào ngày 25 tháng 3 năm 2001 tại Romny, và kết quả là đội thua 3–1.

### Vorskla Poltava
Pyatov có trận ra mắt ở Vyshcha Liha (nay là giải Ngoại hạng Ukraina) cho đội một của Vorskla vào cuối mùa giải 2002–03, vào ngày 18 tháng 6 năm 2003 khi Vorskla chạm trán Illichivets Mariupol, trận đấu kết thúc với kết quả hòa 1–1.

### Shakhtar Donetsk

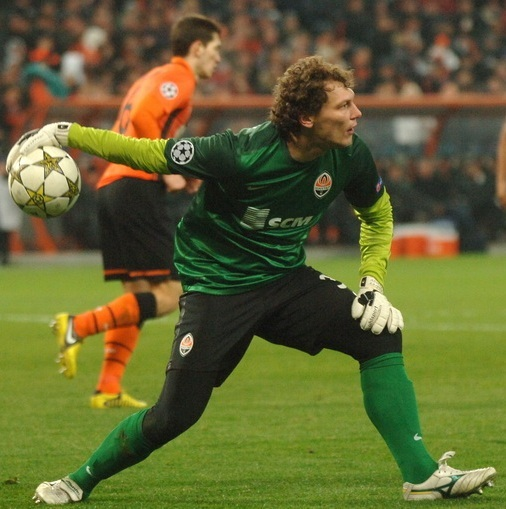
Pyatov trong màu áo Shakhtar vào năm 2012

Pyatov được Shakhtar mua về từ Vorskla với giá khoảng 880.000 euro vào ngày 13 tháng 12 năm 2006. Anh mất phần còn lại của mùa 2006–07 để thi đấu diện cho mượn tại Vorskla Poltava. Ở mùa 2007–08, Pyatov thay thế Bohdan Shust thành thủ môn chính của Shakhtar Donetsk thi đấu tại giải vô địch, cúp quốc gia và các trận đấu tại UEFA Champions League, anh giữ sạch lưới được hai trận. Ở mùa bóng 2008–2009, Pyatov gặp phải sự cạnh tranh ở vị bắt gôn chính khi Shakhtar đem Bohdan Shust đi cho mượn và ký hợp đồng với thủ môn Rustam Khudzhamov của FC Kharkiv (anh này đang đạt phong độ cao và cứu FC Kharkiv khỏi bị rớt hạng). Nhưng sau trận thua 2–0 của Shakhtars trước FC Lviv, Pyatov giành vị trí bắt chính ở câu lạc bộ. Trong trận sân nhà ở Champions League tiếp đón Barcelona, Pyatov có bảy pha cứu thua quan trọng khi Shakhtar dẫn trước 1–0, để rồi đường chuyền của Bojan Krkić bị Pyatov ngăn cản, song bóng đến chân Lionel Messi để anh này dễ dàng đệm bóng cân bằng tỉ số 1–1 ở phút thứ 85. Nhưng diễn biến trận đấu trở nên tồi tệ hơn khi từ một đường chuyền nữa, Messi bật cao và đánh đầu ghi bàn mang về chiến thắng cho Barcelona, đồng thời hủy hoại trận đấu hoàn hảo của Pyatov. Pyatov chắc suất bắc chính ở Shakhtar sau những màn trình diễn xuất sắc ở Cúp UEFA 2008–09, giải đấu mà Shakhtar tiến đến trận chung kết, đánh bại đội bóng đồng hương Ukraina Dynamo Kyiv ở trận bán kết toàn đội Ukraina đầu tiên trong lịch sử. Trận chung kết mà anh tham dự trở nên tồi tệ đối với Pyatov, khi anh không thể ngăn cản cú đá phạt thành bàn của Naldo, giúp Werder Bremen gỡ hòa, song Shakhtar giành thắng lợi chung cuộc 2–1 ở hiệp phụ. Ngày 1 tháng 11 năm 2009, trong trận đấu với Chornomorets Odesa, Pyatov đá trận thứ 100 cho Shakhtar (thủng lưới tổng cộng 72 bàn), và ở trận này anh giành danh hiệu Cầu thủ hay nhất trận, đồng thời cũng là lần đầu huấn luyện viên (Mircea Lucescu) tôn vinh một thủ môn là Cầu thủ hay nhất trận.
Năm 2015, Pyatov phá kỷ lục chặn các quả đá phạt đền ở cúp châu Âu nhờ cản phá quả phạt đền thứ tư, xô đổ kỷ lục trước đó của Shovkovskyi. Anh thông báo giải nghệ vào ngày 10 tháng 7 năm 2023.

## Sự nghiệp quốc tế

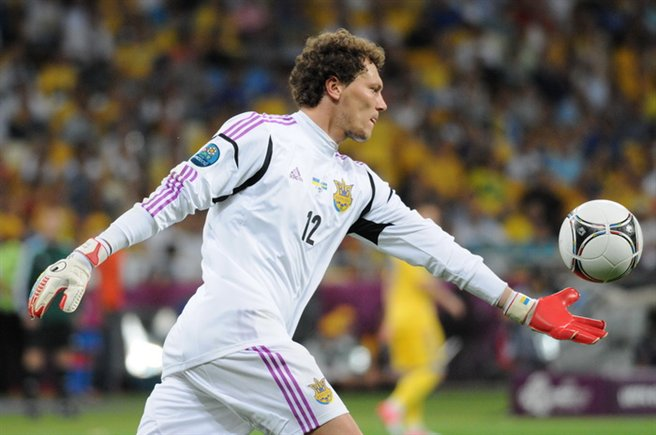
Pyatov thi đấu trong màu áo Ukraina tại giải vô địch châu Âu 2012.

Tháng 5 năm 2021, mặc cho vai trò hạn chế ở câu lạc bộ trong mùa bóng 2020–21, Pyatov vẫn nằm trong đội hình 26 cầu thủ tham dự giải vô địch châu Âu 2020.
Pyatov có trận ra mắt tuyển Ukraina vào năm 2007. Kể từ đó, anh đã có hơn 90 lần ra sân cho đội tuyển Ukraina. Anh bắt đầu chiến dịch vòng loại giải vô địch thế giới 2010 bằng một trận giữ sạch lưới trước Belarus để giúp Ukraine thắng 1–0 ở Lviv. Trong trận hòa 0–0 trước Croatia, Pyatov là nhân tố từ chối hai cơ hội thành bàn của Luka Modrić và một cầu thủ nữa để giữ một điểm cho đội tuyển nước mình. Tháng 11 năm 2013, Pyatov thiết lập kỷ lục mới về số phút giữ sạch lưới cho tuyển quốc gia, phá kỷ lục của Oleksandr Shovkovskyi.
Tháng 5 năm 2021, bất chấp vai trò hạn chế ở câu lạc bộ trong mùa bóng 2020–21, Pyatov vẫn nằm trong 26 tuyển thủ dự giải vô địch châu Âu 2020.
Pyatov thi đấu trận thứ 102 và là trận quốc tế cuối cùng vào ngày 11 tháng 6 năm 2022, đá chính trong trận thắng 3–0 trước Armenia.

## Thống kê sự nghiệp

### Câu lạc bộ
| Câu lạc bộ          | Mùa                 | Giải quốc gia       | Giải quốc gia | Giải quốc gia | Cúp quốc gia | Cúp quốc gia | Châu Âu | Châu Âu      | Khác    | Khác         | Tổng cộng | Tổng cộng    |
| Câu lạc bộ          | Mùa                 | Hạng đấu            | Số trận       | Số bàn thắng  | Số trận      | Số bàn thắng | Số trận | Số bàn thắng | Số trận | Số bàn thắng | Số trận   | Số bàn thắng |
| ------------------- | ------------------- | ------------------- | ------------- | ------------- | ------------ | ------------ | ------- | ------------ | ------- | ------------ | --------- | ------------ |
| Artemida Kirovohrad | 2000                | AAFU                | 12            | 0             | –            | –            | –       | –            | –       | –            | 12        | 0            |
| Vorskla-2 Poltava   | 2000–01             | Druha Liha          | 1             | 0             | –            | –            | –       | –            | –       | –            | 1         | 0            |
| Vorskla-2 Poltava   | 2001–02             | Druha Liha          | 16            | 0             | –            | –            | –       | –            | –       | –            | 16        | 0            |
| Vorskla-2 Poltava   | 2002–03             | Druha Liha          | 15            | 0             | –            | –            | –       | –            | –       | –            | 15        | 0            |
| Vorskla-2 Poltava   | 2003–04             | Druha Liha          | 22            | 0             | –            | –            | –       | –            | –       | –            | 22        | 0            |
| Vorskla-2 Poltava   | 2004–05             | Druha Liha          | 2             | 0             | –            | –            | –       | –            | –       | –            | 2         | 0            |
| Vorskla-2 Poltava   | Tổng cộng           | Tổng cộng           | 56            | 0             | –            | –            | –       | –            | –       | –            | 56        | 0            |
| Vorskla Poltava     | 2002–03             | Vyshcha Liha        | 1             | 0             | –            | –            | –       | –            | –       | –            | 1         | 0            |
| Vorskla Poltava     | 2003–04             | Vyshcha Liha        | –             | –             | 1            | 0            | –       | –            | –       | –            | 1         | 0            |
| Vorskla Poltava     | 2004–05             | Vyshcha Liha        | 1             | 0             | –            | –            | –       | –            | –       | –            | 1         | 0            |
| Vorskla Poltava     | 2005–06             | Vyshcha Liha        | 11            | 0             | 1            | 0            | –       | –            | –       | –            | 12        | 0            |
| Vorskla Poltava     | 2006–07             | Vyshcha Liha        | 30            | 0             | 1            | 0            | –       | –            | –       | –            | 31        | 0            |
| Vorskla Poltava     | Tổng cộng           | Tổng cộng           | 43            | 0             | 3            | 0            | –       | –            | –       | –            | 46        | 0            |
| Shakhtar Donetsk    | 2007–08             | Vyshcha Liha        | 23            | 0             | 4            | 0            | 10      | 0            | 1       | 0            | 38        | 0            |
| Shakhtar Donetsk    | 2008–09             | Ngoại hạng Ukraina  | 24            | 0             | 3            | 0            | 17      | 0            | –       | –            | 44        | 0            |
| Shakhtar Donetsk    | 2009–10             | Ngoại hạng Ukraina  | 27            | 0             | 2            | 0            | 11      | 0            | 1       | 0            | 41        | 0            |
| Shakhtar Donetsk    | 2010–11             | Ngoại hạng Ukraina  | 29            | 0             | 2            | 0            | 10      | 0            | 1       | 0            | 42        | 0            |
| Shakhtar Donetsk    | 2011–12             | Ngoại hạng Ukraina  | 10            | 0             | 4            | 0            | 0       | 0            | 1       | 0            | 15        | 0            |
| Shakhtar Donetsk    | 2012–13             | Ngoại hạng Ukraina  | 22            | 0             | 4            | 0            | 8       | 0            | 1       | 0            | 35        | 0            |
| Shakhtar Donetsk    | 2013–14             | Ngoại hạng Ukraina  | 16            | 0             | 3            | 0            | 6       | 0            | 0       | 0            | 27        | 0            |
| Shakhtar Donetsk    | 2014–15             | Ngoại hạng Ukraina  | 15            | 0             | 5            | 0            | 8       | 0            | 0       | 0            | 28        | 0            |
| Shakhtar Donetsk    | 2015–16             | Ngoại hạng Ukraina  | 14            | 0             | 2            | 0            | 8       | 0            | 0       | 0            | 32        | 0            |
| Shakhtar Donetsk    | 2016–17             | Ngoại hạng Ukraina  | 28            | 0             | 1            | 0            | 10      | 0            | 1       | 0            | 40        | 0            |
| Shakhtar Donetsk    | 2017–18             | Ngoại hạng Ukraina  | 31            | 0             | 4            | 0            | 8       | 0            | 1       | 0            | 44        | 0            |
| Shakhtar Donetsk    | 2018–19             | Ngoại hạng Ukraina  | 27            | 0             | 2            | 0            | 8       | 0            | 1       | 0            | 38        | 0            |
| Shakhtar Donetsk    | 2019–20             | Ngoại hạng Ukraina  | 23            | 0             | 1            | 0            | 12      | 0            | 1       | 0            | 37        | 0            |
| Shakhtar Donetsk    | 2020–21             | Ngoại hạng Ukraina  | 4             | 0             | 1            | 0            | 1       | 0            | 1       | 0            | 7         | 0            |
| Shakhtar Donetsk    | 2021–22             | Ngoại hạng Ukraina  | 6             | 0             | 1            | 0            | 4       | 0            | 1       | 0            | 12        | 0            |
| Shakhtar Donetsk    | 2022–23             | Ngoại hạng Ukraina  | 2             | 0             | 0            | 0            | 0       | 0            | 0       | 0            | 2         | 0            |
| Shakhtar Donetsk    | Tổng cộng           | Tổng cộng           | 301           | 0             | 39           | 0            | 131     | 0            | 11      | 0            | 482       | 0            |
| Tổng cộng sự nghiệp | Tổng cộng sự nghiệp | Tổng cộng sự nghiệp | 412           | 0             | 42           | 0            | 131     | 0            | 11      | 0            | 596       | 0            |

1. 1 2 3 4 5 6 7  Số trận đá ở UEFA Champions League
2. 1 2 3 4 5 6 7 8 9 10  Số trận đá ở Siêu cúp bóng đá Ukraina
3. ↑  Tám trận ở UEFA Champions League, chín trận ở UEFA Europa League
4. ↑  Hai trận ở UEFA Champions League, chín trận ở UEFA Europa League
5. ↑  Số trận ở Siêu cúp bóng đá châu Âu
6. ↑  Sáu trận ở UEFA Champions League, hai trận ở UEFA Europa League
7. ↑  Tám trận ở UEFA Champions League, tám trận ở UEFA Europa League
8. ↑  Hai trận ở UEFA Champions League, tám trận ở UEFA Europa League
9. ↑  Sáu trận ở UEFA Champions League, hai trận ở UEFA Europa League
10. ↑  Sáu trận ở UEFA Champions League, sáu trận ở UEFA Europa League

### Quốc tế
| Tuyển quốc gia | Năm       | Số trận | Số bàn thắng |
| -------------- | --------- | ------- | ------------ |
| Ukraina        | 2007      | 4       | 0            |
| Ukraina        | 2008      | 5       | 0            |
| Ukraina        | 2009      | 8       | 0            |
| Ukraina        | 2010      | 5       | 0            |
| Ukraina        | 2011      | 2       | 0            |
| Ukraina        | 2012      | 10      | 0            |
| Ukraina        | 2013      | 12      | 0            |
| Ukraina        | 2014      | 7       | 0            |
| Ukraina        | 2015      | 8       | 0            |
| Ukraina        | 2016      | 10      | 0            |
| Ukraina        | 2017      | 8       | 0            |
| Ukraina        | 2018      | 6       | 0            |
| Ukraina        | 2019      | 8       | 0            |
| Ukraina        | 2020      | 3       | 0            |
| Ukraina        | 2021      | 5       | 0            |
| Ukraina        | 2022      | 1       | 0            |
| Tổng cộng      | Tổng cộng | 102     | 0            |

## Danh hiệu
Shakhtar Donetsk
- Vyshcha Liha/Ngoại hạng Ukraina: 2007–08, 2009–10, 2010–11, 2011–12, 2012–13, 2013–14, 2016–17, 2017–18, 2018–19, 2019–20, 2022–23[10]
- Cúp quốc gia Ukraina: 2007–08, 2010–11, 2011–12, 2012–13, 2015–16, 2016–17, 2017–18, 2018–19
- Siêu cúp Ukraina: 2008, 2010, 2012, 2013, 2014, 2015, 2017, 2021
- Cúp UEFA: 2008–09[17]

U-21 Ukraina
- Á quân giải vô địch U-21 châu Âu: 2006

Cá nhân
- Thủ môn xuất sắc nhất giải Ngoại hạng Ukraina: 2009–10, 2013–14, 2015–16, 2016–17, 2017–18, 2018–19,[10] 2019–20,
- Cầu thủ bóng đá hay nhất giải Ngoại hạng Ukraina: 2010